# Football League Group Cup
Football League Group Cup je bilo nogometno kup-natjecanje u Engleskoj igrano u sezonama 1981./82. i 1982./83. 
 Natjecanje je nastalo kao zamjena za Anglo-škotski kup. Od sezone 1983./84. je ovo natjecanje zamijenjeno s Associate Members Cup (danas poznato kao EFL Trophy). U sezoni 1982./83. natjecanje se zvalo Football League Trophy.

## Format natjecanja
U natjecanju su sudjelovala 32 kluba iz četiri najviša ranga lige u Engleskoj (Football League) - First division, Second Division, Third Division i Fourh Division. 

Klubovi su bili podijeljeni u grupe po četiri momčadi, koju su odigrali jednokružno (3 kola). Pobjednici skupina su se plasirali u četvrtzavršnicu. Susreti četvrtzavršnice, poluzavršnice i završnice su igrani na jednu utakmicu. Domaćin završnice je bio jedan od finalista.

## Završnice
| sezona                    | mjesto završnice           | pobjednik                  | rezultat                  | poraženi                  |
| Football League Group Cup | Football League Group Cup  | Football League Group Cup  | Football League Group Cup | Football League Group Cup |
| ------------------------- | -------------------------- | -------------------------- | ------------------------- | ------------------------- |
| 1981./82.                 | Cleethorpes, Blundell Park | Grimsby Town (Cleethorpes) | 3:2                       | Wimbledon (London)        |
| Football League Trophy    |                            |                            |                           |                           |
| 1982./83.                 | Lincoln, Sincil Bank       | Millwall (London)          | 3:2                       | Lincoln City              |

## Poveznice
- Liga kup
- Full Members Cup